# Tomás A. Vergara
Tomás Amalio Vergara (Anquincila, Catamarca, Argentina, 21 de diciembre de 1871 - 10 de abril de 1935) fue un médico, abogado y político argentino que ocupó el puesto de gobernador provisional de la provincia de Catamarca, desde el 31 de enero de 1928 al 9 de julio de 1928, en sustitución de Agustín Madueño.

## Biografía
Nació en Anquincila, Departamento Ancasti, en la provincia de Catamarca el 21 de diciembre de 1871.  Realizó sus primeros estudios en Catamarca, pasando luego a Buenos Aires donde se gradúa como médico cirujano en 1899.
Creó y dirigió la Dirección Nacional Antipalúdica.
Ocupó diversos cargos públicos con el Partido Oficialista: fue ministro de Gobierno (en 1904, nombrado por Deodoro Maza), diputado provincial, presidente del Senado, diputado nacional (fue elegido durante dos legislaturas, 1910-14 y 1914-18, aunque dimitió en mayo de 1915) y senador provincial.
El general Juan Esteban Vacarezza lo nombró presidente en funciones del Senado. Su puesto más importante fue el de gobernador provincial de la provincia de Catamarca, sucediendo a Agustín Madueño, nombramiento que le fue otorgado por ocupar la presidencia interina del Senado en ese difícil momento político. Tras un gobierno de unos meses, convocó elecciones a las que solo se presentó el partido radical de Hipólito Yrigoyen con la candidatura Girardi-Figueroa, de la que saldría elegido el siguiente gobernador, Urbano Girardi.
Murió el 10 de abril de 1935.